# چهارشیاردندان
چهارشیاردندان (نام علمی: Tetralophodon) نام یک سرده از تیره گوه‌دد است.